# Cantharellus jebbi
Cantharellus jebbi is een rifkoralensoort uit de familie van de Fungiidae. De wetenschappelijke naam van de soort is voor het eerst geldig gepubliceerd in 1993 door Bert W. Hoeksema.